# 마이 히메

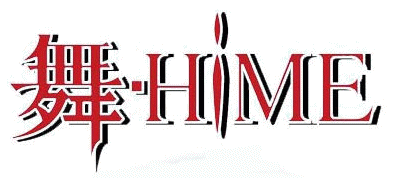

마이 히메(My-HiME, 舞-HiME, Mai-HiME)는 선라이즈가 제작한 일본의 애니메이션 시리즈이다. 요시노 히로유키 작화, 오바라 마사카즈 감독 작품이다. TV 도쿄를 통해 일본에서 2004년 9월부터 2005년 3월까지 초연되었다.
이 시리즈의 북아메리카 배급은 반다이 엔터테인먼트를 위해 라이선스되었으며 유럽 배급은 반다이의 유럽 자회사 비즈(Beez)를 위해 라이선스되었다. 미국의 첫 DVD 출시일은 2006년 3월이었다. 반다이는 2008년 10월 7일 미국에서 컴플리트 컬렉션 DVD 세트를 출시했다.